# Кал-Коритниця
Кал-Коритниця (словен. Kal-Koritnica, італ. Cal-Coritenza) — поселення на Словенському Примор'ї, в общині Бовець, регіон Горішка.